# Psephiocera callosa
Psephiocera callosa är en tvåvingeart som beskrevs av James 1967. Psephiocera callosa ingår i släktet Psephiocera och familjen vapenflugor.
Artens utbredningsområde är Dominica. Inga underarter finns listade i Catalogue of Life.